# François Lemoyne
François Lemoyne (også Le Moyne, Le Moine, Lemoine) (1688 i Paris – 4. juni 1737) var en fransk historiemaler og hofmaler.

## Karriere
Han blev optaget på Académie royale de peinture et de sculpture i 1701, hvor han studerede til 1713. Hjemme uddannedes Lemoyne især af Louis Galloche, ude, efter at han 1711 havde vundet Prix de Rome, som dog først langt senere bragte ham til Rom, af de italienske barokmalere. Snart efter hjemkomsten skabte han sit hovedværk, det kolossale og figurrige Herkules' apoteose (loftsmaleri i olie på lærred) for Versailles, hvilket arbejde skaffede ham hofmalerstillingen som Premier peintre du Roi. Forinden var Lemoyne, der tidligt var blevet akademimedlem (1718), blevet akademiprofessor (1733).
I 1727 afholdt hertugen af Antin, som var leder af Bâtiments du Roi, en konkurrence for historiemalere. Tolv malerier blev indleveret og Lemoyne vandt en delt førstepris sammen med Jean-François de Troy.
I 1737, dagen efter at have færdiggjort Tiden redder Sandheden fra Falskhed og Misundelse, begik han selvmord ved at stikke sig syv gange i brystet med en kniv. Årsagerne hertil var formentlig hans kones nylige død, hofintrigerne på Versailles og den voksende arbejdsbyrde.
Lemoyne, hvis overgangskunst endnu har noget af den store stil fra Ludvig XIV's tid (Charles Le Brun), i opfattelsen lidt sødlig, i koloritten frisk og levende, men lidet naturtro, har også haft betydning som lærer for François Boucher og Charles-Joseph Natoire.

## Værker
- Latona og Lykiens bønder (1721, Portland Art Museum)
- Diana og Kallisto (1723, Los Angeles County Museum of Art)
- Frokost under jagten (1723, São Paulo Museum of Art)
- Herkules og Omfale (1724, Louvre)
- Scipios mådehold (1726, Musée des beaux-arts de Nancy)
- Louis XV skaber fred i Europa (1727, Salon de la Paix, Versailles, skitse af Ludvig XV i Getty Center)
- Narkissos (1728, Kunsthalle Hamburg)
- Diana vender hjem fra jagten (1729, Musée Rodin)
- Pygmalion ser sin statue vækkes til live (1729, Musée des Beaux-Arts de Tours)
- Herkules' apoteose (1736, Salon d'Hercule, Grand appartement du roi, Versailles)
- Tiden redder Sandheden fra Falskhed og Misundelse (færdiggjort 3. juni 1737, dagen for hans død, Wallace Collection)
- Amor og Psyke (1730'erne, Muzeum Czartoryskich w Krakowie)
- Olympen (skitse til et loftsmaleri, Louvre)
- Juno, Iris og Flora (Louvre)
- Laban og Rakel (Musée des beaux-arts d'Angers)
- Tancred og Clorinda (Musée des beaux-arts de Besançon)
- Brylluppet i Kana (Musée des beaux-arts de Montpellier)
- Venus og Adonis (Nationalmuseum, Stockholm)
- Badende kvinde (Eremitagemuseet, Sankt Petersborg)
- Apollo og Dafne (Eremitagemuseet, Sankt Petersborg)
- Venus' toilette (Pusjkinmuseet)
- Nymferne
- Kærlighedstilbuddet
- Cephalus og Aurora
- Eros og Psyche

### Religiøse værker
- Bebudelsen
- Udsmykning af Église de Saint-Thomas-d'Aquin, Paris
- Udsmykning af Saint-Sulpice
- Udsmykning af Abbaye de Saint-Germain-des-Prés
- Altertavle i Église Notre-Dame de Neuville-sur-Authou, Eure